# Dievturi

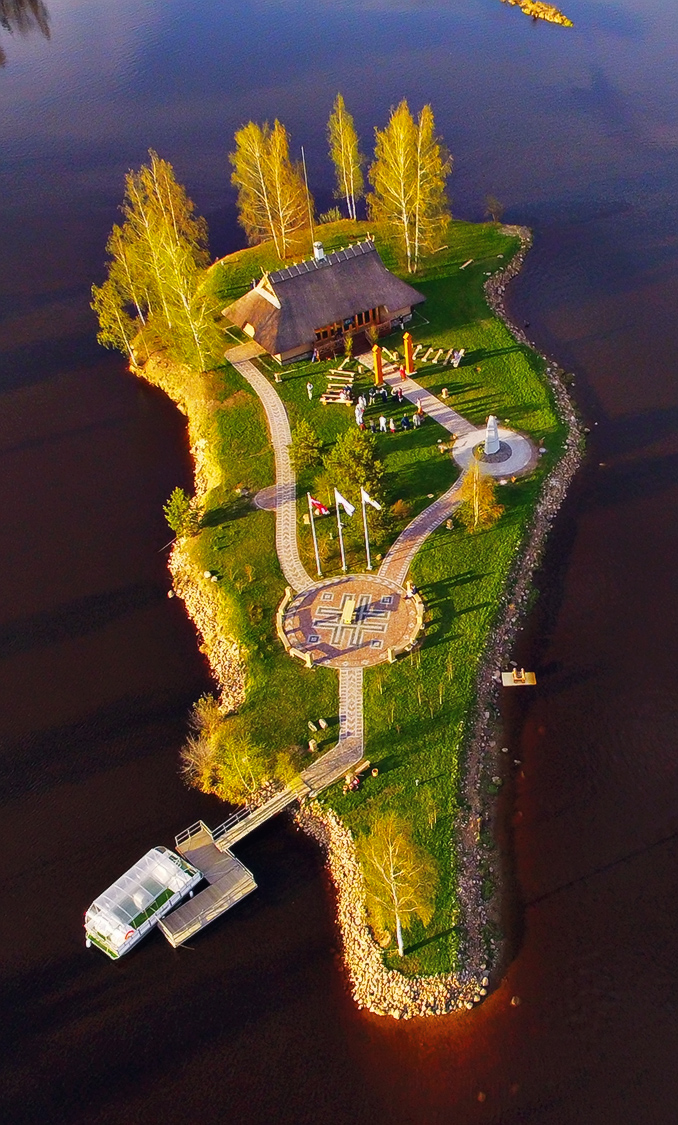
Lokstene Tempel von Dievturi

Dievturi, auch Dievturība (»Gottvertrauen«; zu lett. dievs »Gott« und turēt »halten«) ist eine neuheidnische Religionsgemeinschaft in Lettland. Die Gemeinschaft zählt rund 8.000 Mitglieder in Lettland, was in etwa 0,4 % der Gesamtbevölkerung entspricht.
Die Grundlage der Dievturi bilden besonders die mündlich überlieferten Dainas und Elemente aus der Folklore. Der „Katechismus“ der Dievturi ist der Catechismus Teoforii. Dazu kommen auch historische und archäologische Quellen.
Die Dievturi-Bewegung wurde 1925 von dem Künstler, Historiker und Archäologen Ernests Brastiņš (1892–1942) gegründet und 1926 von der damaligen „Abteilung für spirituelle Angelegenheiten“ der Republik Lettland registriert. Nach der Okkupation Lettlands durch die Sowjets gründeten Exilanten im Ausland mehrere kleinere Dievturi-Gruppen. 1990 kam es zur offiziellen Neugründung der Dievturi durch Eduards Detlavs (1919–1992).